# Duwa
Duwa (staat ook bekend als Du'a, d. 1307) was heerser over het Kanaat van Chagatai (1282-1307). Hij was de tweede zoon van Baraq en de langst regerende kan van het Kanaat van Chagatai. Onder zijn heerschap bereikte het Kanaat van Chagatai zijn grootste bloei.